# Santo Antão (Santa Maria)
Santo Antão és un barri de la ciutat brasilera de Santa Maria, Rio Grande do Sul. El barri està situat al districte de Santo Antão.

## Villas
El barri amb les següents villas: Água Negra, Campestre do Divino, Caturrita, Rondinha, Santo Antão, Vila Santo Antão.

## Galeria de fotos
| São Martinho da Serra Boca do Monte | São Martinho da Serra / Itaara | Itaara                                                     |
| Boca do Monte                       |                                | Campestre do Menino Deus Nossa Senhora do Perpétuo Socorro |
| Boca do Monte Agroindustrial        | Agroindustrial / Caturrita     | Caturrita / Chácara das Flores                             |